# À monsieur le Directeur
À monsieur le Directeur (Riservatissima al Signor Direttore) est une nouvelle de Dino Buzzati, incluse dans le recueil Le K publié en 1966.

## Résumé
Un jour, Ileano Bissat se présente au bureau d'un simple chroniqueur pour lui présenter ses œuvres. Il lui propose de les publier dans le journal en y apposant sa signature : lui-même étant d'origine trop modeste, il est convaincu que, sous le nom du chroniqueur, les œuvres sont assurées d'obtenir du succès. Après quelques tentatives , le journaliste accepte. 
Le succès du premier essai s'étant confirmé, Bissat fait parvenir aux chroniqueur d'autres nouvelles, toutes aussi excellentes que les premières, et donnant la preuve des talentueuses capacités de son auteur. Le journaliste hésite à les publier jusqu'à ce que l'envie le prenne de gagner plus d'argent. Plus tard, poussé par les remords, il tente de cesser toute collaboration avec l'écrivain et envoie alors une lettre au directeur du journal afin de lui révéler la vérité.